# Strahinja Pavlović
Strahinja Pavlović (Szabács, 2001. május 24. –) szerb válogatott labdarúgó, az olasz AC Milan hátvédje.

## Pályafutása

### Klubcsapatokban
Pavlović a szerbiai Szabács városában született. Az ifjúsági pályafutását a helyi Savacium Šabac csapatánál kezdte, majd 2015-ben a Partizan akadémiájánál folytatta.
2019-ben mutatkozott be a Partizan első osztályban szereplő felnőtt csapatában. Először a 2019. február 23-ai, Proleter elleni mérkőzésen lépett pályára. Első gólját 2019. október 6-án, a Vozdovac ellen 2–1-re elvesztett bajnokin szerezte. 2020. január 1-jén 4½ éves szerződést kötött a francia Monaco együttesével. Két héttel kölcsönben visszatért a Partizanhoz. A francia ligában 2020. december 20-án, a Dijon ellen 1–0-ra megnyert mérkőzés 91. percében Caio Henriquet váltva debütált. A 2020–21-es szezon második felében a belga Cercle Brugge, míg 2021–22-es szezon második felében a svájci Basel csapatát erősítette kölcsönben.
2022. június 28-án az osztrák Red Bull Salzburg 2027 nyaráig szerződtette. 2024. július 31-én az olasz AC Milan 18 millió euróért szerződtette 2028. június 30-ig.

### A válogatottban
Pavlović az U16-ostól az U21-esig több korosztályban is képviselte Szerbiát.
2020-ban debütált a felnőtt válogatottban. Először a 2020. szeptember 3-ai, Oroszország elleni mérkőzésen lépett pályára. Első válogatott gólját 2021. június 7-én, Jamaica ellen 1–1-es döntetlennel zárult barátságos mérkőzésen szerezte.

## Statisztika
2022. november 13. szerint.
| Klub                       | Szezon   | Bajnokság          | Bajnokság | Bajnokság | Kupa  | Kupa  | Nemzetközi | Nemzetközi | Összesen | Összesen |
| Klub                       | Szezon   | Bajnokság          | Mérk.     | Gólok     | Mérk. | Gólok | Mérk.      | Gólok      | Mérk.    | Gólok    |
| -------------------------- | -------- | ------------------ | --------- | --------- | ----- | ----- | ---------- | ---------- | -------- | -------- |
| Partizan                   | 2018–19  | Super Liga         | 11        | 0         | 4     | 0     | 0          | 0          | 15       | 0        |
| Partizan                   | 2019–20  | Super Liga         | 26        | 1         | 3     | 1     | 12         | 0          | 41       | 2        |
| Partizan                   | Összesen | Összesen           | 37        | 1         | 7     | 1     | 12         | 0          | 56       | 2        |
| Monaco                     | 2020–21  | Ligue 1            | 1         | 0         | 0     | 0     | 0          | 0          | 1        | 0        |
| Monaco                     | 2021–22  | Ligue 1            | 7         | 0         | 1     | 0     | 3          | 0          | 11       | 0        |
| Monaco                     | Összesen | Összesen           | 8         | 0         | 1     | 0     | 3          | 0          | 12       | 0        |
| Cercle Brugge (kölcsönben) | 2020–21  | Jupiler League     | 11        | 1         | 1     | 0     | 0          | 0          | 12       | 1        |
| Basel (kölcsönben)         | 2021–22  | Swiss Super League | 10        | 0         | 0     | 0     | 0          | 0          | 10       | 0        |
| Red Bull Salzburg          | 2022–23  | Osztrák Bundesliga | 11        | 1         | 1     | 1     | 6          | 0          | 18       | 2        |
| Összesen                   | Összesen | Összesen           | 77        | 3         | 10    | 2     | 21         | 0          | 108      | 5        |

### A válogatottban
| Válogatott | Év       | Pályára lépés | Gól |
| ---------- | -------- | ------------- | --- |
| Szerbia    | 2020     | 4             | 0   |
| Szerbia    | 2021     | 11            | 1   |
| Szerbia    | 2022     | 10            | 1   |
| Összesen   | Összesen | 25            | 2   |

#### Góljai a válogatottban
| # | Időpont            | Helyszín                            | Ellenfél | Gólok | Eredmény | Kiírás              |
| - | ------------------ | ----------------------------------- | -------- | ----- | -------- | ------------------- |
| 1 | 2021. június 7.    | Miki Atlétikai Stadion, Miki, Japán | Jamaica  | 1–1   | 1–1      | Barátságos mérkőzés |
| 2 | 2022. november 28. | El-Dzsanúb Stadion, Al-Vakra, Katar | Kamerun  | 1–1   | 3–3      | 2022-es VB          |